# اجلاس سران
اجلاس سران (انگلیسی: The Summit) یک فیلم درام سیاسی آرژانتینی به کارگردانی سانتیاگو میتره است که در سال ۲۰۱۷ منتشر شد.

## بازیگران
- ریکاردو دارین
- دولورس فونسی
- اریکا ریواس
- النا آنایا
- دانیل خیمنس کاچو
- آلفردو کاسترو
- پائولینا گارسیا
- کریستین اسلیتر